# Liste der Biografien/Johar
Liste der Biografien |
Portal Biografien |
Personensuche
# |
A |
B |
C |
D |
E |
F |
G |
H |
I |
J |
K |
L |
M |
N |
O |
P |
Q |
R |
S |
T |
U |
V |
W |
X |
Y |
Z |
?
 
Ja |
Jb |
Jd |
Je |
Jh |
Ji |
Jj |
Jl |
Jn |
Jm |
Jo |
Jp |
Jr |
Js |
Jt |
Ju |
Jv |
Jw |
Jy
 
Joa–Jog |
Joh |
Joi–Jom |
Jon |
Joo |
Jop |
Jor |
Jos |
Jot |
Jou |
Jov |
Jow |
Jox |
Joy |
Joz
 
Joha |
Johe |
Johi |
Johl |
John |
Joho |
Johr |
Johs
 
Johae |
Johal |
Joham |
Johan |
Johar |
Johau
Die Liste der Biografien führt alle Personen auf, die in der deutschsprachigen Wikipedia einen Artikel haben. Dieses ist eine Teilliste mit 7 Einträgen von Personen, deren Namen mit den Buchstaben „Johar“ beginnt.

## Johar
- Johar, I. S. (1920–1984), indischer Schauspieler, Regisseur und Drehbuchautor
- Johar, Karan (* 1972), indischer Regisseur und ProduzentKaran Johar (* 1972)

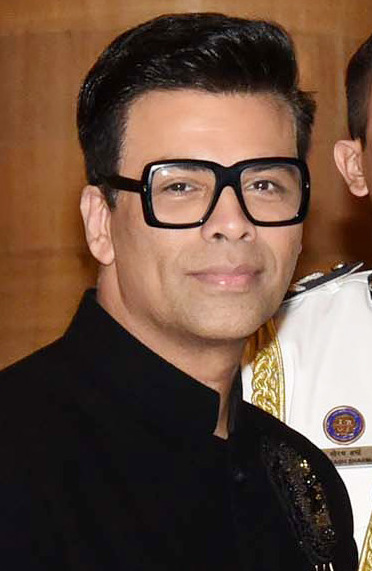
Karan Johar (* 1972)

- Johar, Nasser al- (* 1946), saudi-arabischer Fußballspieler und Fußballtrainer
- Johar, Samer Ali Saleh al- (* 2001), jordanischer Mittelstreckenläufer
- Johar, Yash (1929–2004), indischer Filmproduzent

### Johari
- Johari, Aidil (* 2003), singapurischer Fußballspieler
- Johari, Gyan (1940–2024), kanadischer Physikochemiker